# Lecanoromycetes
Lecanoromycetes là lớp lớn nhất trong số các lớp nấm địa y. Nó thuộc về phân ngành Pezizomycotina trong ngành Ascomycota. Các tế bào ascus (tế bào mang bào tử) của lớp này giải phóng các bào tử qua các kẽ nứt.